# إنريكو
إنريكو (بالبرتغالية: Enrico Cardoso Nazaré‏) هو لاعب كرة قدم برازيلي في مركز الوسط، ولد في 4 مايو 1984 في بيلو هوريزونتي في البرازيل. لعب مع أتلتيكو مينيرو ونادي أبولون سميرني ونادي بونتي بريتا ونادي سيارا ونادي فاسكو دا غاما ونادي كوريتيبا ونادي يورغوردينس.

## وصلات خارجية
- إنريكو على موقع قاعدة بيانات كرة القدم.إي يو (الإنجليزية)
- إنريكو على موقع Soccerway.com (الإنجليزية)